# Teatro Sannazaro
Il Teatro Sannazaro (soprannominato Bomboniera di via Chiaia) è un teatro di Napoli, inaugurato nel 1847.

## Storia
Fu edificato sull'area dell'antico chiostro dei Padri Mercedari spagnoli, attiguo alla Chiesa di Sant'Orsola in via Chiaia, in base al progetto di Fausto Niccolini (figlio del più noto Antonio),  per volere di Don Giulio Mastrilli duca di Marigliano.
Il teatro fu inaugurato con una Grand Soirée il 26 dicembre del 1847: in scena La petite Marquise di Henri Meilhac con la Compagnia Le Roy-Clarence. 
Per la ricchezza degli ori e degli stucchi e per le decorazioni di Vincenzo Paliotti che lo adornavano, il Sannazaro fu un Jolie bouquet con la vocazione dell'alta prosa. Come dimenticare la divina Eleonora Duse o Tina Di Lorenzo, la più grande interprete delle opere di Roberto Bracco.
Nel 1888 fu il primo ad essere illuminato per mezzo di luce elettrica e nel 1889 vide la prima di Na santarella, commedia di Eduardo Scarpetta, il quale chiuse volontariamente la sua lunga carriera artistica presentandosi per l'ultima volta al pubblico nella commedia O miedeco d' 'e pazze.
Calcarono il palcoscenico del teatro anche Ermete Novelli, Emma Gramatica, Antonio Gandusio, Ruggero Ruggeri e altri grandi interpreti. 
Dal 1934, per il teatro Sannazaro iniziò la lenta decadenza che lo portò a diventare un cinema di dubbia fama. 
Nel 1969 Nino Veglia e Luisa Conte diedero il via ai lavori per la ristrutturazione del teatro, che si concluderanno la sera del 12 novembre 1971 con la riapertura della Bomboniera di via Chiaia, il salotto di Napoli.La Compagnia Stabile Napoletana di Nino Veglia mette in scena Annella di Portacapuana, commedia in tre atti di Gennaro D'Avino nella riduzione dello scrittore Michele Prisco: una prima indimenticabile, per la regia di Gennaro Magliulo con le musiche di Eduardo Alfieri.
Dopo la morte di Nino Veglia la gestione del teatro resta a Luisa Conte, affiancata dalla figlia Brigida Veglia e dal genero Mario Sansone.
Alla scomparsa di Luisa Conte, avvenuta il 30 gennaio del 1994, saranno questi ultimi a portare avanti il discorso teatrale che, iniziato in quel lontano Santo Stefano del 1874, approda alle recenti stagioni improntate, come sempre, alla più pura tradizione culturale napoletana, ma tenendo sempre in alta considerazione la bella realtà di qualche nuovo autore. 
Dalla stagione 1994/1995 la Compagnia Stabile Napoletana, nella quale hanno militato Ugo D'Alessio, Enzo Turco, Pietro De Vico, Vittorio Bottone, Nino e Carlo Taranto, Giacomo Rizzo, Enzo Cannavale e numerosi altri protagonisti della scena napoletana, cita nel nome la sua fondatrice alla quale dedica ogni lavoro, cambiandosi in Compagnia Stabile Napoletana "Luisa Conte" diretta dalla giovanissima nipote Lara Sansone.
Nel 2018 diviene centro di produzione teatrale riconosciuto dal Ministero dei beni e delle attività culturali e del turismo.

## Spettacoli
A venti anni dalla scomparsa di Luisa Conte, Lara Sansone e il suo compagno Salvatore Vanorio, gestiscono con attenzione la storica sala di via Chiaia, portando in scena spettacoli della tradizione popolare partenopea e non solo. È stato riportato in auge un genere ormai dimenticato, il Cafè Chantant.
Moltissime le produzioni più recenti del Sannazaro, che si sono avvalse di collaborazioni eccellenti, da Leopoldo Mastelloni a Gino Rivieccio, da Benedetto Casillo a Peppe Barra, da Biagio Izzo a Lina Sastri, da Matthew Lenton alle fortunatissime edizioni di spettacoli per ragazzi.

## Curiosità
L'ingresso del teatro è stato anche adibito a caffè all'aperto e intitolato Il caffè di donna Luisa in omaggio proprio a Luisa Conte. Il bar è stato ufficialmente rimosso nel 2021 a seguito di una ristrutturazione.